# Saturnia atrorubens
Saturnia atrorubens är en fjärilsart som beskrevs av Durand 1932. Saturnia atrorubens ingår i släktet Saturnia och familjen påfågelsspinnare. Inga underarter finns listade.